# Martuljška skupina
Martuljška skupina (včasih imenovana tudi Špikova skupina, tudi Martuljkova skupina) je gorska veriga, ki se s severnimi stenami dviga nad Zgornjesavsko dolino nad Gozdom Martuljkom. Je del Julijskih Alp. Območje te gorske skupine z dolino potoka Martuljka je bilo 27. januarja 1949 razglašeno za krajinski park, od leta 1981 pa je del Triglavskega narodnega parka. Gre za eno najstarejših zavarovanj v Sloveniji.
Sestavljajo jo:
| gora                    | mnm    |
| ----------------------- | ------ |
| Oltar                   | 2621 m |
| Velika martuljška Ponca | 2602 m |
| Dovški križ             | 2542 m |
| Mala martuljška Ponca   | 2502 m |
| Široka peč              | 2497 m |
| Špik                    | 2472 m |
| Kukova špica            | 2427 m |
| Škrnatarica             | 2448 m |
| Frdamane police         | 2284 m |
| Vrh nad Rudo            | 2108 m |
| Rušica                  | 2096 m |
| Rigljica                | 2074 m |
| Na pečeh                | 2039 m |

Iz skupine posebej izstopa Špik z vitko skalno piramido.
V vznožju martuljške skupine se nahajata dve ledeniški krnici: 
- Za Akom
- Pod srcem.

## Potok Martuljek
Iz krnice Za Akom priteče potok Martuljek, ki v slapu pada čez 110 metrov viskoko steno - Zgornji Martuljkov slap. Za tem potok teče proti dolini preko planine Jasenje, kjer stoji stara kapela, nekoliko nižje pa brunarica Pri Ingotu in Lipovčeva koča. Potok nato pade čez 50 m visoko steno - Spodnji Martuljkov slap v 400 m dolgo in ozko, v apnenec izoblikovano sotesko - Martuljkovo sotesko.